# DEEN at 武道館 〜20th Anniversary〜
『DEEN at 武道館 〜20th Anniversary〜』(ディーン・アット・ぶどうかん 〜トゥエンティース・アニバーサリー〜)は、日本のロックバンドDEENが行ったライブかつ、その様子を収め発売したライブ・ビデオの総称。以下の3タイトルが同時発売された。
- DEEN at 武道館 〜20th Anniversary〜 <COMPLETE>
- DEEN at 武道館 〜20th Anniversary〜 <DAY ONE>
- DEEN at 武道館 〜20th Anniversary〜 <DAY TWO>

## 概要
デビュー20周年を記念して日本武道館にて行われたライブの様子がおさめられており、<COMPLETE>は、Blu-rayで発売され、<DAY ONE>と<DAY TWO>は、DVDでそれぞれ発売された。なお、Blu-rayでは全ての公演の様子が収録され、DVDでは、<DAY ONE>、<DAY TWO>とそれぞれ分けて収録されている。

## DEEN at 武道館 〜20th Anniversary〜 <COMPLETE>
『DEEN at 武道館 〜20th Anniversary〜 <COMPLETE>』(ディーン・アット・ぶどうかん 〜トゥエンティース・アニバーサリー〜 <コンプリート>)は、日本のロックバンドDEENが行ったライブかつ、その様子を収めたライブ・ビデオ。

### 収録曲

#### LIVE ～DAY ONE～
1. このまま君だけを奪い去りたい
2. 瞳そらさないで
3. MY LOVE
4. Starting Over
5. Christmas time
6. 遠い遠い未来へ
7. Birthday eve 〜誰よりも早い愛の歌〜
8. Negai
9. 君がいない夏
10. 翼を広げて
11. 永遠の明日
12. Shining so Beautiful
13. 歌に願いを 〜SONG FOR YOU〜
14. NARROW ESCAPE
15. 言葉で伝えたくて
16. 果てない世界へ
17. 眠ったままの情熱
18. 起き上がれよBOY
19. 手ごたえのない愛
20. 君さえいれば
21. ひとりじゃない
22. I wish
23. Family
24. 二十歳
25. LOVERS CONCERTO 〜上海ロックスター Episode2〜
26. 雨の六本木
27. 歌になろう
28. このまま君だけを奪い去りたい

#### LIVE ～DAY TWO～
1. このまま君だけを奪い去りたい
2. ひとりじゃない
3. JUST ONE
4. 哀しみの向こう側
5. 永遠をあずけてくれ
6. 遠い空で
7. 未来のために
8. Celebrate
9. Teenage dream
10. 翼を広げて
11. 夢であるように
12. 心から君が好き 〜マリアージュ〜
13. Blue eyes
14. LIKE THE WIND
15. もう泣かないで
16. Power of Love
17. リトル・ヒーロー
18. Memories
19. Dance with my Music
20. Brand New Wing
21. 瞳そらさないで
22. 'need love
23. coconuts feat.kokomo
24. 二十歳
25. LOVERS CONCERTO 〜上海ロックスター Episode2〜
26. 雨の六本木
27. 歌になろう
28. このまま君だけを奪い去りたい

Document film
- DEEN at 武道館 20th Anniversary

Video Commentary
武道館アフタートーク「座談会」

## DEEN at 武道館 〜20th Anniversary〜 <DAY ONE>
『DEEN at 武道館 〜20th Anniversary〜 <DAY ONE>』(ディーン・アット・ぶどうかん 〜トゥエンティース・アニバーサリー〜 <デイ・ワン>)は、日本のロックバンドDEENが行ったライブかつ、その様子を収めたライブ・ビデオ。

### 収録曲

#### Disc.1
1. このまま君だけを奪い去りたい
2. 瞳そらさないで
3. MY LOVE
4. Starting Over
5. Christmas time
6. 遠い遠い未来へ
7. Birthday eve 〜誰よりも早い愛の歌〜
8. Negai
9. 君がいない夏
10. 翼を広げて
11. 永遠の明日
12. Shining so Beautiful
13. 歌に願いを 〜SONG FOR YOU〜
14. NARROW ESCAPE
15. 言葉で伝えたくて
16. 果てない世界へ
17. 眠ったままの情熱
18. 起き上がれよBOY
19. 手ごたえのない愛
20. 君さえいれば
21. ひとりじゃない
22. I wish
23. Family
24. 二十歳

#### Disc.2
1. LOVERS CONCERTO 〜上海ロックスター Episode2〜
2. 雨の六本木
3. 歌になろう
4. このまま君だけを奪い去りたい

## DEEN at 武道館 〜20th Anniversary〜 <DAY TWO>
『DEEN at 武道館 〜20th Anniversary〜 <DAY TWO>』(ディーン・アット・ぶどうかん 〜トゥエンティース・アニバーサリー〜 <デイ・ツー>)は、日本のロックバンドDEENが行ったライブかつ、その様子を収めたライブ・ビデオ。

### 収録曲

#### Disc.1
1. このまま君だけを奪い去りたい
2. ひとりじゃない
3. JUST ONE
4. 哀しみの向こう側
5. 永遠をあずけてくれ
6. 遠い空で
7. 未来のために
8. Celebrate
9. Teenage dream
10. 翼を広げて
11. 夢であるように
12. 心から君が好き 〜マリアージュ〜
13. Blue eyes
14. LIKE THE WIND
15. もう泣かないで
16. Power of Love
17. リトル・ヒーロー
18. Memories
19. Dance with my Music
20. Brand New Wing
21. 瞳そらさないで
22. 'need love
23. coconuts feat.kokomo
24. 二十歳

#### Disc.2
1. LOVERS CONCERTO 〜上海ロックスター Episode2〜
2. 雨の六本木
3. 歌になろう
4. このまま君だけを奪い去りたい